# رينو 21
رينو 21 سيارة من إنتاج مصنع السيارات الفرنسي رينو.وتصنف السيارة كـ سيارة عائلية كبيرة.إصدار هذا الموديل جاء تعويضا لموديل رينو 18 وتلاه رينو لاغونا.
بدأ إنتاجها سنة 1986 واستمر إلى غاية سنة 1994.

## التصميم
بشكل غير عادي، تم تقديم رينو 21 بتكوينات مختلفة للمحرك. تميز الإصدار 1.7 لتر بمحرك عرضي وناقل حركة، لكن رينو لم يكن لديها علبة تروس مناسبة لمحرك عرضي أكثر قوة: وفقًا لذلك، تتميز الإصدارات الأسرع بمحركات مثبتة طوليًا. تميز الإصداران (بالكاد بشكل ملموس) بقواعد عجلات مختلفة: كانت جميع المحركات عبارة عن وحدات رباعية الأسطوانات مدمجة نسبيًا وكانت حجرة المحرك كبيرة بما يكفي لقبول أي من التكوينين دون تقليل مساحة الركاب.
ومع ذلك، في الوقت الذي كانت فيه تقنيات الإنتاج غير مرنة نسبيًا، فإن الحاجة إلى تجميع فتحات المحرك ذات التكوين المختلف على خط إنتاج واحد، جنبًا إلى جنب مع متطلبات المخزون التكميلية المفروضة على كل من رينو وشبكة الوكلاء، قد أضر بربحية رينو 21.
كانت نسخة عربة / ستايشن نيفادا / سافانا أطول قليلاً، مع قاعدة عجلات 2750 مم (108.26 بوصة)، بدلاً من 2600 مم (102.6 بوصة) من إصدار السيدان، ومجهزة بسبعة مقاعد، اثنان منها يواجهان الأمام مقعد طويل قابل للطي للأطفال (حتى سن العاشرة تقريبًا) يستهلك الكثير من مساحة الأمتعة. كان لديها قضبان سقف جانبية بشكل قياسي.

## التاريخ
تم الكشف عن R21 لأول مرة في 20 نوفمبر 1985 وتم إطلاقه رسميًا في فبراير 1986، ومنح رينو منافسًا جديدًا في هذا القطاع بعد ثماني سنوات من R18 ، والتي كانت تتراجع في شعبيتها بعد بداية قوية جدًا لحياتها التجارية. كان لها تصميم يشبه ماكينة الحلاقة، والذي كان مختلفًا عن السيارات المعاصرة في ذلك العصر، مثل فورد سييرا (بتصميمها «قالب الهلام») وأوبل أسكونا (بتصميمها " J-Car ").
تم بيعها في المقود الأيمن للمملكة المتحدة منذ يونيو 1986.
تم تجديد السيارة بشكل كبير في مايو 1989، تقنيًا وجماليًا - كان المظهر الخارجي الجديد الأكثر أناقة مشابهًا لرينو 25 الذي تم تجديده مؤخرًا، كما تمت إضافة نمط جسم خلفي إلى المجموعة (التي سرعان ما أصبحت أكثر شهرة من سيارة السيدان في فرنسا) مع نسخة رياضية 2.0 لتر توربو. من بين سيارات السيدان، كان TXi 2.0 12v و 2.0 Turbo متاحًا أيضًا مع ناقل حركة Quadra رباعي الدفع. استلمت سيارات نيفادا الدفع الرباعي في ثماني صمامات 2.0 وفي محرك الديزل 2.1 الذي يستنشق بشكل طبيعي، حيث لم يكن المحرك ذو 12 صمامًا والتوربو متاحًا مع هذا الهيكل. كان محرك 21 Turbo ذو الدفع الأمامي قادرًا على 227 كم / ساعة (141 ميلاً في الساعة). في معرض فرانكفورت للسيارات عام 1989، تم تقديم نموذج 2.2i المحقون بالوقود، والذي تم تخصيصه في الأصل للسوق الألمانية (كونه نموذجًا مختلفًا عن الطراز 2.2s السابق المصمم للولايات المتحدة) حيث تناسب لوائح التأمين والضرائب المحركات الأكبر مع طاقة ذروة أقل. وتم تجهيز محركات حقن بواسطة Renix وحدة التحكم بالمحرك، التي وضعها مشروع مشترك من قبل رينو وبنديكس. كانت هذه السيارة متوفرة أيضًا بنظام الدفع الرباعي، حصريًا مثل نيفادا.
توقفت طرازي رينو 21 ليفت باك وسيدان التي تعمل بالبنزين عن الإنتاج في بداية عام 1994، بعد إطلاق سيارة لاجونا الجديدة بالكامل، لكن ديزل ونيفادا / سافانا ظلوا في السوق، حتى تم إطلاق بدائل لاجونا البديلة (نهاية العام) 1994 للديزل، ونهاية عام 1995 لنيفادا / سافانا).
A رينو 21 TSE، تبرعت كهدية شخصية ل فاتسلاف هافل من قبل رئيس البرتغال ماريو سواريز فقط قبل الثورة المخملية، وخدم لفترة من الوقت كما السيارة الرسمية للدولة من رئيس تشيكوسلوفاكيا في عام 1989.

## الأسواق

### الأرجنتين
تم بناء R21 في الأرجنتين، في منشأة رينو في سانتا إيزابيل (مقاطعة قرطبة) من أواخر عام 1988 حتى أوائل عام 1996. استمر الإنتاج في الأرجنتين لعدة سنوات بعد زوالها في الأسواق الأوروبية. تم بناء نمطين للجسم: سيدان ونيفادا (عربة المحطة). وقد تم تجهيزه بكل من محركات البنزين والديزل (المكربن للإنتاج المبكر وحقن الوقود للمحركات اللاحقة).
تراوحت المحركات المتاحة من 1.8 لتر (92CV carbureted / 95CV injection)، تمر عبر 2.0 لتر (110CV بدون محول حفاز / 105CV مع محول حفاز)، حتى 2.2 لتر (120CV بدون محول حفاز / 110CV مع محول حفاز). ونسخة ديزل 2.1 لتر (72CV)
تم استيراد الرافعة من فرنسا وسميها تقليم "Alizé". تم استبدال لاغونا.

### تركيا
تم تصنيع R21 في تركيا في بداية التسعينيات تحت اسم Optima (طراز الدخول)، والمدير (1.7 لتر 90 حصان)، وفي الجزء العلوي من الخط، تم حقن الوقود سعة 2.0 لتر «كونكورد». في وقت لاحق، تم تقديم "Manager 2000" بمحرك 2 لتر 122 حصان. وبنيت أوباك- تم إنتاجها رينو 21 وبيعها حتى نهاية عام 1996 في تركيا.

### الولايات المتحدة وكندا
تم بيع R21 أيضًا في الولايات المتحدة وكندا من عام 1987 إلى عام 1988 باسم Renault Medallion ولاحقًا في عام 1988 حتى نهاية الخط في عام 1989 باسم Eagle Medallion بمحرك 2.2 لتر باعتباره المحرك الوحيد. ومع ذلك، كانت السيارة معروضة للبيع فقط لبضعة أشهر في عام 1987 قبل أن تبيع رينو استثمارها في شركة أمريكان موتورز (AMC) لشركة كرايسلر. كان تجار AMC الآن تحت قسم Jeep-Eagle الذي تم تشكيله حديثًا في كرايسلر، والآن بصفتهم وكلاء Jeep-Eagle ، استمروا في بيع السيارة باسم Eagle Medallion حتى عام 1989. كان لنسخة أمريكا الشمالية تصميم مختلف إلى حد ما لتتوافق مع لوائح التأثير الأمامي والخلفي ومعايير الإضاءة المختلفة.

### كولومبيا
تم إطلاق السيارة 21 في كولومبيا عام 1987. في البداية، كانت متوفرة بأربعة أبواب، بمحرك طولي سعة 2.0 لتر. في أكتوبر من نفس العام، تم إطلاق رينو 21 نيفادا، بنفس محرك الصالون. في عام 1989، أطلقت شركة Sociedad de Fabricación de Automotores SA (SOFASA) إصدارًا يسمى RS بمحرك C2L سعة 1.6 لتر، والمستخدم أيضًا في إصدار TXE من رينو 9. وفي عام 1990، تم استبدال الاسم بـ Étoile. كانت الإصدارات الثلاثة المتاحة هي:
TS Saloon ، Break ، Penta (جسم هاتشباك) محرك 1.6 لتر 73 حصان (54 كيلو واط، 72 حصان)، تم تصنيعه حتى عام 1994
TX مع محرك 2.0 لتر 100 حصان (74 كيلوواط، 99 حصان)
Txi بعد استدعاء Bravo: المحرك 2.2 لتر 128 حصان (94 كيلو واط، 126 حصان).